# Banda Styllus
Banda Styllus é um grupo musical formado por Ednir Maia (formação inicial), Ailson Maia e Joáb Maia.

## Biografia
Grupo de forró fundado em julho de 1989, pelo cantor e compositor Edinir.  O grupo inicialmente chamava-se “Banda Styllus 7”, pois era formado por Edinir e seus 6 irmãos.  Segundo as palavras dele, “eram 7 irmãos e 7 notas musicais”. Em 1991, já com o nome modificado para “Ednir e Banda Styllus”, lançaram seu primeiro disco, “Mistura”, que apresentou a música de trabalho “Coração Velho”.  O segundo LP foi gravado no início de 1992. Entretanto, dias após a gravação, o criador do grupo, Edinir, faleceu em um acidente de moto. No CD, foi lançada a sua composição “Vida de Vaqueiro”, que seria regravada por vários outros artistas, entre eles, Mastruz com Leite.  
Após a morte de Edinir, os irmãos Ailson Maia e Joáb Maia assumiram a liderança.  Em 1994, assinaram contrato com a gravadora Som Zoom, através da qual gravaram vários CDs, entre eles, Dor de Saudade, que trouxe os sucessos “Dor de Saudade”, Coração Velho II, “Styllão” e "Você me Magoou”. Músicos participantes do Cd Dor de Saudadade ( Acordeon: Raimundo Silva, Bateria: Everton Maia (Batatinha) Baixo: Adalberto, Guitarra: Zé Guitarra, Teclados: Carlinhos Tecla, Percussão: Berg e Sérgio, Sax: José Nilson, Voz: Nilberton, Joab e Tetê, Vocal: Tetê, França, Carlinhos, Silvina e Everton Maia (Batatinha) Nesse mesmo ano, a cantora Rosângela passa a integrar o grupo. O quinto CD da banda, “Flertes”, lançado em 1997, fez sucesso com as músicas “Vem me amar”, “Lágrimas de amor” e a própria faixa-título “Flertes”, ganhando destaque na voz de Daniela Campelo, na época, recém chegada na banda. A partir de 1998, com um nome já consolidado no nordeste, passaram a gravar de forma independente.  
Em 2001, após uma década dedicada ao forró, lançaram o CD ”O Lambadão 2001”, que apresentou o maior sucesso da história do grupo, a música “Toque Toque DJ”, com a qual fizeram sucesso nacional, e apresentaram-se em programas de TV a nível nacional, em canais como Rede Globo, SBT, Record e Rede TV. Mas após a febre do lambadão, o grupo retorna ao estilo que o consagrou. Até 2012, lançaram 14 discos, sendo 2 LPs com o nome “Edinir e Banda Styllus”, e, 12 CDs após a morte de Edinir.

## Álbuns
- 1991: Mistura
- 1992: Vida de Vaqueiro
- 1994: Dor de Saudade
- 1995: Vida de Estrada
- 1996: Amor de Fantasia
- 1997: Flertes
- 1998: Ao Vivo
- 1999: Guardo no Peito
- 2000: Ao Vivo II
- 2001: Beija-Flor Sem Flor
- 2001: Lambadão 2001
- 2001: Lambadão (o fenômeno) Ao Vivo
- 2003: Ao Vivo III
- 2004: Ao Vivo IV
- 2005: Sou Feliz
- 2006: Ao Vivo - A volta do Joáb
- 2007: 40 Minutos
- 2010: Uma História de Sucesso
- 2012: Sempre Styllus
- 2014: 25 Anos
- 2019: 30 Anos